# Natalie Stingelin
Natalie Stingelin (también ha publicado bajo el nombre de Natalie Stutzmann y Natalie Stingelin-Stutzmann), miembro de la Sociedad de Investigación de Materiales y de la Real Sociedad de Química (FRSC), es científica de materiales y actual presidenta de la Escuela de Ciencia e Ingeniería de Materiales del Instituto de Tecnología de Georgia (desde 2016; presidenta desde 2022), la Universidad de Burdeos (desde 2017) y el Imperial College (desde 2009). Dirigió la red Marie Curie INFORM de la Comisión Europea y es editora jefe del Journal of Materials Chemistry C y de Materials Advances.

## Primeros años y educación
En un principio, Stingelin quería estudiar arquitectura, pero en su lugar decidió estudiar ciencias de los materiales en la ETH de Zúrich, donde se graduó en 1997. Siguió estudiando allí y se doctoró en 2001 con la medalla de la ETH de Zúrich, el mayor honor que puede recibir un doctor en la ETH de Zúrich.

## Investigación y carrera
Se unió a Philips Research Laboratories como investigadora asociada en 2003. Fue investigadora asociada en la Universidad de Cambridge y la Universidad Queen Mary de Londres. En Cambridge trabajó con Henning Sirringhaus y Sir Richard Friend.
Stingelin obtuvo fondos del EPSRC para establecer el Centro de Electrónica Plástica en el Imperial College de Londres. Estudia materiales electrónicos orgánicos y cómo su microestructura afecta sus propiedades electrónicas. Es miembro del comité de la IUPAC sobre terminología de polímeros. En 2011, Stingelin recibió una subvención inicial del Consejo Europeo de Investigación y, en 2015, obtuvo una subvención de prueba de concepto del ERC. Sus investigaciones se centran en la fotovoltaica orgánica y los transistores orgánicos de película fina. Sus principales áreas de investigación son la microfabricación y el modelado selectivo de materiales electrónicos orgánicos y marcos inorgánicos-orgánicos. Desarrolló un modelo que describe la relación entre transporte de carga, desorden y agregación en sistemas moleculares conjugados. Los polímeros de alto peso molecular muestran un transporte de carga limitado por el desorden de la red. También demostró que la cristalización de moléculas de fullereno en mezclas de polímero/fullereno es el motor de la separación de carga.
Stingelin ha sido codirectora del Centro de Fabricación Innovadora en Electrónica de Gran Área del Consejo de Investigación de Ingeniería y Ciencias Físicas, y dirigió la red INFORM Marie Curie de la Comisión Europea. En 2016, Stingelin se unió al Instituto de Tecnología de Georgia, y desde 2017 trabaja en Burdeos como Chaire Internationale Associée, habilitada por la Iniciativa de Excelencia de la Universidad de Burdeos. El 1 de agosto de 2022 comenzó su cargo como presidenta de la Escuela de Ciencia e Ingeniería de los Materiales en Georgia Tech, después de trabajar con las escuelas de Ciencia e Ingeniería de los Materiales y de Ingeniería Química y Biomolecular. Ha hablado sobre materiales electrónicos orgánicos en el Foro Económico Mundial. Forma parte del consejo editorial de Journal of Materials Chemistry C, Materiales funcionales avanzados, ACS Macro Letters, ACS Materials Letters, Chemistry of Materials, Materials Advances, Polymer Chemistry and Polymer Crystallization.

### Premios y honores
Los premios y honores de Stingelin incluyen:
- 2011: Beca para investigadores independientes principiantes del EuroCouncilpean Research
- 2012: Elegida miembro de la Royal Society of Chemistry (FRSC).[27]
- 2014: Instituto de Materiales, Minerales y Minería Medalla y Premio Rosenhain[28]
- 2015: Iniciativa de becas internacionales del presidente de la Academia de Ciencias de China[29]
- 2015: Subvención de prueba de concepto del European Research Council
- 2016: Presidenta de la Conferencia de Investigación Gordon sobre Procesos Electrónicos en Materiales Orgánicos[30]
- 2019: Elegido miembro de la Sociedad de Investigación de Materiales[31]
- 2021: Ingeniería y Ciencias Físicas Premio de Ciencias del Sufragio[32]
- 2021: Miembro de la Academia Nacional de Inventores[33]